# Motunau Island
Motunau Island ist eine kleine Insel in der Pegasus Bay an der Ostküste der der Südinsel von Neuseeland.

## Geographie
Die Insel befindet sich am nördlichen Ende der Pegasus Bay und rund 1,1 km südlich der Mündung des Motunau River in die Bucht und den Pazifischen Ozean. Christchurch, als größte Stadt an der Bucht, liegt 55 km südwestlich. Die 5,9 Hektar große Insel erstreckt sich über rund 440 m in Nordwest-Südost-Richtung und misst an der breitesten Stelle rund 215 m in Südwest-Nordost-Richtung. Die Insel erreicht ihren höchsten Punkt mit 29 m am nordwestlichen Ende.